# Kavundampalayam
Kavundampalayam (en tamil:  ) es una localidad de la India en el distrito de Erode, estado de Tamil Nadu.

## Geografía
Se encuentra a una altitud de 223 m s. n. m. a 323 km de la capital estatal, Chennai, en la zona horaria UTC +5:30.

## Demografía
Según estimación 2010 contaba con una población de 83 218 habitantes.